# سیارک ۳۹۲۷
سیارک ۳۹۲۷ (به انگلیسی: 3927 Feliciaplatt، نامگذاری:1981JA2) سه هزار و نهصد و بیست و هفتمین سیارک کشف شده‌است که در ۵ مه ۱۹۸۱ کشف شد.
قدر مطلق سیارک برابر ۱۴٫۰۰ است.